# Euphorbia missurica
Euphorbia missurica är en törelväxtart som beskrevs av Constantine Samuel Rafinesque. Euphorbia missurica ingår i släktet törlar, och familjen törelväxter. Inga underarter finns listade i Catalogue of Life.